# SOHN
SOHN ist ein Electronica- und Post-Dubstep-Act aus London und Wien, das weitgehend eher ein Solo- als ein Band-Projekt von Christopher Taylor ist und insofern mit ihm identisch. Gelegentlich trat er indes bei seinen Live-Acts als „SOHN“ mit bis zu sieben Begleitmusikern auf.

## Geschichte
S O H N wurde im Sommer 2012 von Christopher Taylor gegründet. Taylor ist gebürtiger Londoner, lebte ab 2010 in Wien und zog später mit seiner Familie nach Kalifornien. Der deutschsprachige Name SOHN wurde nach eigener Darstellung von ihm gewählt, weil er keinerlei Festlegung auf einen bestimmten Musikstil gestattet.
Nach dem Ende seines vorigen Musikprojekts Trouble over Tokyo wurde im August 2012 das Lied Oscillate auf Soundcloud veröffentlicht, einen Monat später das Lied Warnings, im Oktober 2012 schließlich die EP The Wheel. Im November 2012 durfte S O H N Lana Del Rey remixen, 2013 folgten Remixe für Laura Mvula und Rhye. Anfang des Jahres folgte der erste Live-Auftritt beim niederländischen Showcasefestival Eurosonic, später beim SXSW in Texas. Das Booking für Live-Konzerte lag zu diesem Zeitpunkt bereits bei der amerikanischen Windish Agency bzw. bei der britischen Agentur 13artists. Am 18. April 2013 wurde bekannt, dass S O H N von dem britischen Label 4AD unter Vertrag genommen wurde. Das Debütalbum Tremors erschien im April 2014.  Für das im September 2016 veröffentlichte Musikvideo Signal arbeitete Taylor mit der Hollywoodschauspielerin Milla Jovovich zusammen, die dabei als Darstellerin und ihre eigene Regisseurin fungierte.
Tremors brachte für Taylor weltweit den Durchbruch als Musiker, der in den folgenden zwei Jahren für zahlreiche Auftritte rund um den Globus gebucht wurde. Seine Musik sei seine Botschaft, nicht er selbst, meint er selbst. Im Januar 2017 brachte das ARD-Kulturmagazin ttt – titel, thesen, temperamente einen fünfminütigen Beitrag über ihn anlässlich des Erscheinens seines zweiten Albums Rennen.

## Diskografie

### Alben
- 2014: Tremors
- 2017: Rennen
- 2022: Trust

### EPs
- 2012: The Wheel[10]

### Singles
- 2013: Bloodflows
- 2013: Lessons
- 2014: Artifice
- 2014: The Chase
- 2016: Signal
- 2016: Conrad[11]
- 2017: Rennen
- 2017: Hard Liquor[12]
- 2018: Hue / Nil
- 2018: Unfold (mit Ólafur Arnalds)
- 2020: The Wheel (Live)
- 2021: Song to the Siren
- 2022: Figureskating, Neusiedlersee